# Mihail Novicov
Mihail Novicov (n. 27 august 1914, Odessa – d. 9 noiembrie 1992, București) a fost un scriitor, teoretician și critic literar român, reprezentant al realismului socialist.

## Biografie
Novicov s-a născut in 1914 la Odessa ca fiu al lui Maksimilian Iakovlevici Novikov și al Varvarei născută Dox. Bunicul său patern a fost sociologul, economistul și gânditorul pacifist rus de expresie franceză Iakov Aleksandrovici Novikov (Jacques Novicow).   Familia mamei, Dox, avea rădăcini engleze îndepărtate. Bunicul său matern a fost biologul de origine ucraineană Nikolai Feodorovici Gamaleia, iar bunica maternă provenea din familia Stavileștilor a cărei urmașă a fost și mama lui Mihail Kogălniceanu. 
A studiat, mai întâi, trei clase la un liceu privat rus, iar mai apoi la Liceul de stat din Cetatea Albă, pe care l-a absolvit în 1930.
Până în 1933 a studiat matematica la Facultatea de Științe a Universității din Iași, dar nu și-a luat licența, fiind arestat pentru activitate comunistă. În 1933 Novicov a fost la Iași secretarul unei asociații studențești ruse condusă de Mihail Protopopov și încurajată de primarul Aleksandr Artamanov din Cetatea Albă, care milita pentru alipirea Basarabiei la Uniunea Sovietică.
Vreme de zece ani, in 1934-1944 a fost deținut în lagăre, între care la Caracal și Târgu Jiu, și închisori (între care Doftana), din cauza acestei activități politice.   
Eliberat din închisoare în august 1944 a devenit curând redactor șef la „România liberă” (1944) și la „Moldova Nouă” la Iasi (1944-1945), a fostseful sectorului de propagandă și agitație din Comitetul regional din Iași al Partidului Comunist (1945-1946). corespondent special al publicației „Graiul Nou” (1946-1948)  și a depus în cadrul forurilor noului regim comunist o intensă activitate publicistică și de coordonare în domeniul culturii, 
Novicov a fost printre primii care au impus în România proletcultismul. Alături de Nicolae Moraru și Ion Vitner Novicov a adoptat vreme de mulți ani poziții staliniste rigide. În acest sens, în revista “Flacăra”, din 9 mai 1948, a publicat un articol intitulat „O sarcină cu rezultate ce vor recompensa cu prisosință eforturile făcute”, în care scria:
„Dacă arta este ideologie, iar artistul își proclamă hotărârea de a se încadra în eforturile maselor populare conduse de clasa muncitoare și partidul ei, atunci este evident că niciodată el nu va putea răspunde acestei sarcini, fără să pătrundă adânc în ideologia clasei muncitoare, fără să-și însușească principiile teoretice care călăuzesc clasa muncitoare în munca și activitatea ei de zi cu zi”.
Cu data de 1 octombrie 1948, Mihail Novicov, directorul Direcției literare din Ministerul Artelor și Informațiilor a fost numit membru în consiliul de Îndrumare al Teatrului Poporului.
Mihail Novicov a condus Școala de Literatură și Critică Literară „Mihai Eminescu” de la înființare, în 1950, până la desființare, în 1955.
A ocupat posturile de  director în Ministerul Artelor (1948–1949), secretar al Uniunii Scriitorilor (1949–1953), redactor-șef la „Flacăra” (1950–1951), director al Școlii de Literatură și Critică Literară „Mihai Eminescu” din București (1950–1951,, vicepreședinte al Comitetului pentru Cinematografie (1953–1954), director general adjunct în Ministerul Culturii (1954–1955), profesor la Școala Superioară de Partid „Ștefan Gheorghiu” (1955–1962), profesor, șef al Catedrei de istoria literaturii ruse la Institutul „Maxim Gorki” (1949–1962) și rector al acestui institut (1958–1962), conferențiar (1949–1951), profesor (1951–1979) și șef al Catedrei de teoria literaturii (1952–1953), apoi al Catedrei de literatură rusă și sovietică (1954–1978) din cadrul Universității din București, director adjunct la Institutul de Istorie Literară și Folclor  – ulterior Institutul de Istorie și Teorie Literară „G. Călinescu” al Academiei Române (1955–1973). Uneori a dat dovadă de gesturi de bunăvoință față de unele persoane ostracizate de regim.
La 6 octombrie 1956 a fost înființată Asociația Slaviștilor din România. Mihai Novicov a fost al treilea președinte al acesteia (după acad. Emil Petrovici și acad. Alexandru Rosetti).
În memoriile sale, apărute în 1991, Mihail Novicov a povestit cum preda lecții de limba rusă deținuților din Lagărul de la Târgu Jiu. Printre „elevii” săi s-au numărat Matei Socor și Nicolae Popescu-Doreanu, dar trăgea concluzia că în condițiile din lagăr nu s-a legat mare lucru de ei.
În ultimii ani de viață Novicov își exprima părerea critică despre regimul la a cărui consolidare culturală contribuise cu fervoare în tinerețe. Fără a merge până la o contestare fățișă, își trecea deziluziile în poezii de respirație maiakovskiană, rămase în sertare sau risipite prin publicații obscure. Ultimul său proiect, un Dicționar cronologic al literaturii ruse, amplă operă colectivă căreia îi asigura coordonarea, deși terminat înainte de moartea lui, a rămas nepublicat.

## Distincții
- Medalia „A cincea aniversare a Republicii Populare Române” (24 decembrie 1952) „pentru lupta și munca duse în vederea făuririi, consolidării și prosperării Republicii Populare Române”[12]
- Ordinul Muncii clasa a II-a (30 decembrie 1957) „cu ocazia celei de a zecea aniversări a proclamării Republicii Populare Romîne și pentru merite deosebite în îndeplinirea sarcinilor date de Partidul Muncitoresc Romîn, pentru merite deosebite pe tărîmul construcției de stat, economice, sociale, culturale și obștești”[13]
- Ordinul „23 August” clasa a IV-a (12 august 1959) „pentru merite deosebite în opera de construire a socialismului”[14]
- Medalia „40 de ani de la înființarea Partidului Comunist din Romînia” (6 mai 1961) „pentru merite în activitatea de partid și întărirea regimului democrat-popular”[15]
- Ordinul „Steaua Republicii Populare Romîne” clasa a II-a (7 octombrie 1964) „pentru merite deosebite în domeniul criticii și istoriei literare”[16]
- Ordinul „Tudor Vladimirescu” clasa a II-a (4 mai 1971) „cu prilejul aniversării a 50 de ani de la constituirea Partidului Comunist Român, [...] pentru activitate îndelungată în mișcarea muncitorească și merite deosebite în opera de construire a socialismului”[17]

## Cărți publicate
- Câteva sfaturi pentru îmbunătățirea gazetelor de perete, București, 1949;
- Legenda unui pustiu, București, 1949;
- Vasca, București, 1950;
- „Mitrea Cocor" de Mihail Sadoveanu, București, 1953;
- Pentru literatura vieții noi, București, 1953;
- În slujba poporului, București, 1955;
- Avem un cârmaci încercat, București, 1955;
- Principiul leninist al spiritului de partid și unele probleme ale creației literare, București, 1956;
- Povestiri despre Doftana, București, 1957;
- Ilie Pintilie, București, 1958;
- Chipul luptătorului comunist în proza contemporană, București, 1961;
- Din anii studenției, București, 1961;
- Realism, realism critic, realism socialist, București, 1961;
- Nașterea cântecului, București, 1964;
- Literatura și viața. Considerații sociologice pe marginea unor romane, București, 1965;
- Trei în grotă, București, 1965;
- Scriitori ruși, București, 1972;
- Studii despre Pușkin (în colaborare), București, 1974;
- Mihail Șolohov. Omul și opera, București, 1977;
- Moartea lui Grigore Preoteasa. Catastrofa de pe aeroportul Vnukovo (1957), București, 1998.